# Osamu Henry Iyoha
Osamu Henry Iyoha (イヨハ 理 ヘンリー Iyoha Osamu Henry?), född 23 juni 1998 i Aichi prefektur, är en japansk fotbollsspelare.
Iyoha började sin karriär 2017 i Sanfrecce Hiroshima. 2018 flyttade han till FC Gifu.